# Sally Kirkland
Sally Kirkland (New York, 31 ottobre 1941) è un'attrice statunitense.

## Biografia
È figlia di Sally Kirkland (sua omonima) che è stata Fashion Editor e redattore di moda della rivista Vogue e redattore unico di moda presso la rivista Life. Nel 1988, per la sua interpretazione nel film Anna, ha vinto un Golden Globe per la migliore attrice in un film drammatico ed un Independent Spirit Award per la miglior attrice protagonista ed è stata candidata all'Oscar alla miglior attrice.

## Filmografia parziale

### Cinema
- Due occhi di ghiaccio (Blue), regia di Silvio Narizzano (1968)
- Allucinante notte per un delitto (Going Home), regia di Herbert B. Leonard (1971)
- Come eravamo (The Way We Were), regia di Sydney Pollack (1973)
- Un grande amore da 50 dollari (Cinderella Liberty), regia di Mark Rydell (1973)
- La stangata (The Sting), regia di George Roy Hill (1973)
- Stringi i denti e vai! (Bite the Bullet), regia di Richard Brooks (1975)
- Io non credo a nessuno (Breakhart Pass), regia di Tom Gries (1975)
- È nata una stella (A Star Is Born), regia di Frank Pierson (1976)
- Tracks - Lunghi binari della follia (Tracks), regia di Henry Jaglom (1977)
- Soldato Giulia agli ordini (Private Benjamin), regia di Howard Zieff (1980)
- Passione fatale (Love Letters) regia di Amy Holden Jones (1983)
- Anna, regia di Yurek Bogayevicz (1987)
- High Stakes, regia di Amos Kollek (1989)
- I migliori (Best Of The Best), regia di Robert Radler (1989)
- Omicidi morbosi (Paint it Black), regia di Tim Hunter (1989)
- Due occhi diabolici (Two Evil Eye), regia di George A. Romero e Dario Argento (1990)
- Revenge - Vendetta (Revenge), regia di Tony Scott (1990)
- Superstar: The Life and Times of Andy Warhol, regia di Chuck Workman (1990)
- Doppia coppia all'otto di picche (Bullseye!), regia di Michael Winner (1990)
- JFK - Un caso ancora aperto (JFK), regia di Oliver Stone (1991)
- Seduzione a rischio (In the Heat of Passion), regia di Rodman Flender (1992)
- Duplice inganno (Double Threat), regia di David A. Prior (1992)
- Gunmen - Banditi (Gunmen), regia di Deran Sarafian (1993)
- Una ragazza sfrenata (Excess Baggage), regia di Marco Brambilla (1997)
- Amnesia, regia di Charlene Hunt (1997)
- EdTV, regia di Ron Howard (1999)
- Una settimana da Dio (Bruce Almighty), regia di Tom Shadyac (2003)
- L'amore all'improvviso (What's Up, Scarlet?), regia di Anthony Caldarella (2005)
- Innocenti presenze (Fingerprints), regia di Harry Basil (2006)
- Off the Black - Gioco forzato (Off the Black), regia di James Ponsoldt (2006)
- La donna più odiata d'America (The Most Hated Woman in America), regia di Tommy O'Haver (2017)
- 80 for Brady, regia di Kyle Marvin (2023)

### Televisione
- Tre cuori in affitto (Three's Company) – serie TV, episodio 2x02 (1977)
- Starsky & Hutch – serie TV, episodio 4x01 (1978)
- L'incredibile Hulk (The Incredible Hulk) – serie TV, episodio 2x06 (1978)
- Charlie's Angels - serie TV, episodi 4x07-5x10 (1979-1981)
- La casa delle anime perdute (The Haunted), regia di Robert Mandel - film TV (1991)
- Testimonianza pericolosa (Double Jeopardy), regia di Lawrence Schiller - film TV (1992)
- La signora in giallo (Murder, She Wrote) - serie TV, episodio 11x12 (1995)
- Brave New World, regia di Leslie Libman - film TV (1998)
- Criminal Minds - serie TV, episodio 6x08 (2010)
- Un desiderio per Natale (All I Want for Christmas), regia di Emilio Ferrari - film TV (2014)

## Riconoscimenti
- Premio Oscar
  - 1988 – Candidatura alla miglior attrice per Anna

- Golden Globe
  - 1988 – Miglior attrice in un film drammatico per Anna

## Doppiatrici italiane
Nelle versioni in italiano delle opere in cui ha recitato, Sally Kirkland è stata doppiata da:
- Paila Pavese in Criminal Minds, La donna più odiata d'America
- Dhia Cristiani in Due occhi di ghiaccio
- Paola Mannoni in Anna
- Maria Pia Di Meo in Seduzione a rischio[1]
- Anna Cesareni in Due occhi diabolici
- Alessandra Korompay in La casa delle anime perdute
- Anna Rita Pasanisi in Gunmen - Banditi
- Stefania Romagnoli in Una ragazza sfrenata
- Germana Dominici in Un fantasma per amico
- Marzia Ubaldi in EdTV
- Emanuela Rossi in High Stakes (doppiaggio anni 2000)
- Marina Tagliaferri in Duplice inganno
- Angiola Baggi in Paint it Black